# Papegojblad
Papegojblad (Alternanthera ficoidea) är en amarantväxtart som först beskrevs av Carl von Linné, och fick sitt nu gällande namn av Ambroise Marie François Joseph Palisot de Beauvois. Papegojblad ingår i släktet alternanter, och familjen amarantväxter.

## Underarter
Arten delas in i följande underarter:
- A. f. pilosa
- A. f. bettzickiana

## Bildgalleri

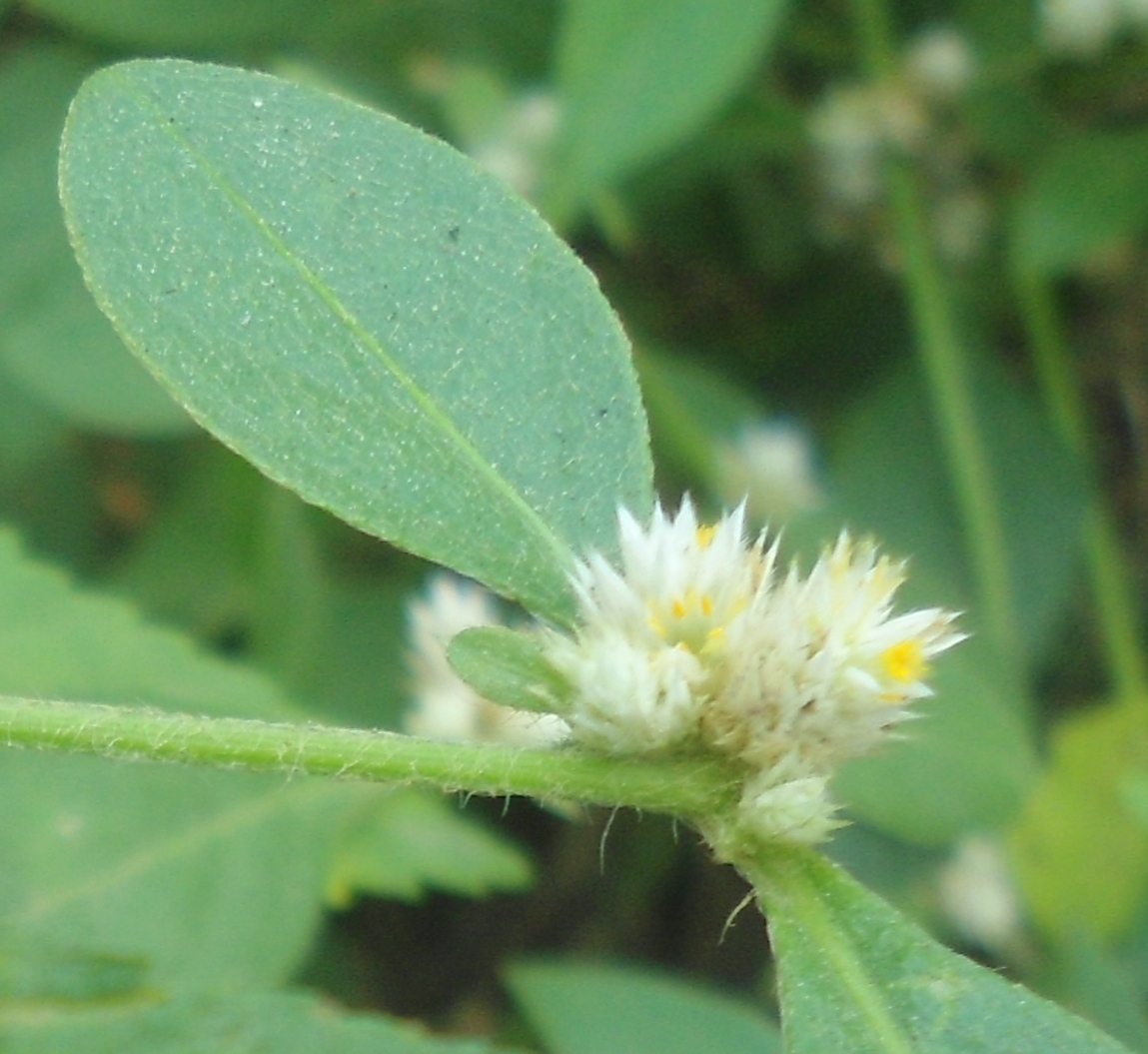
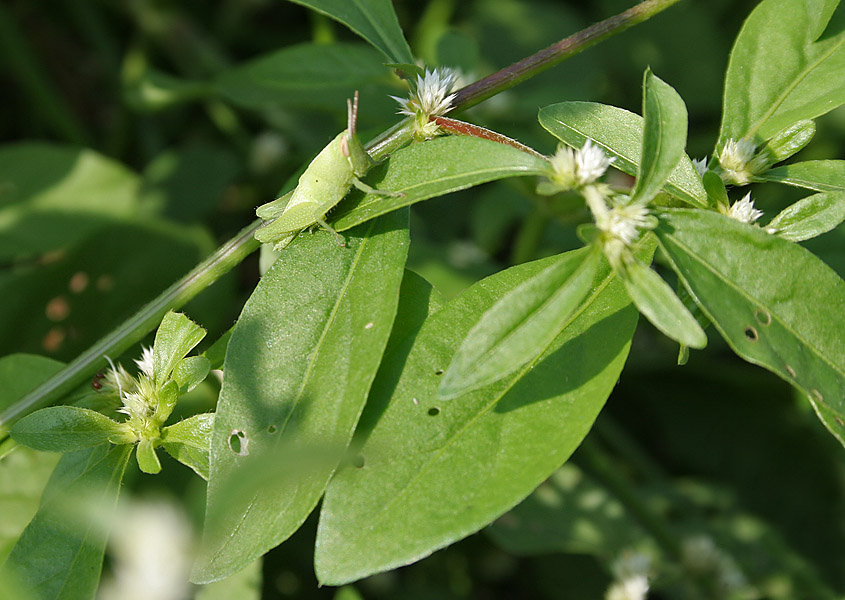
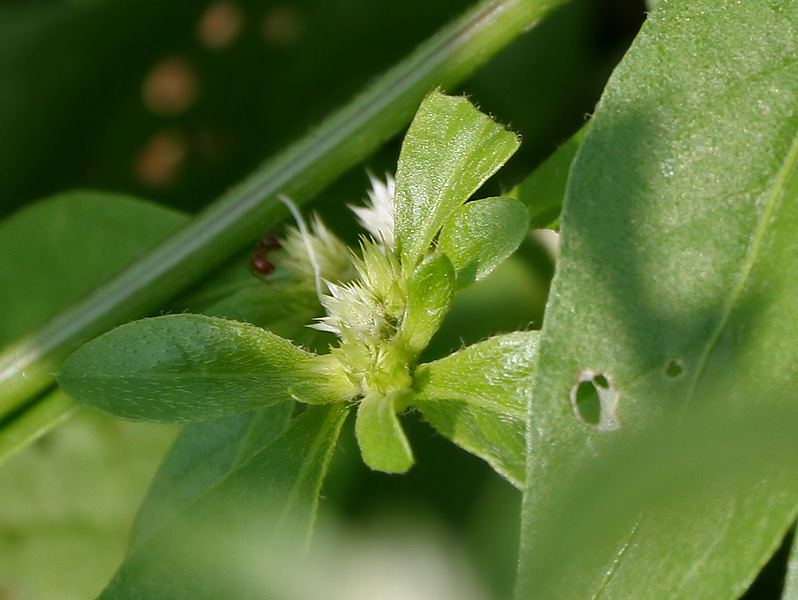
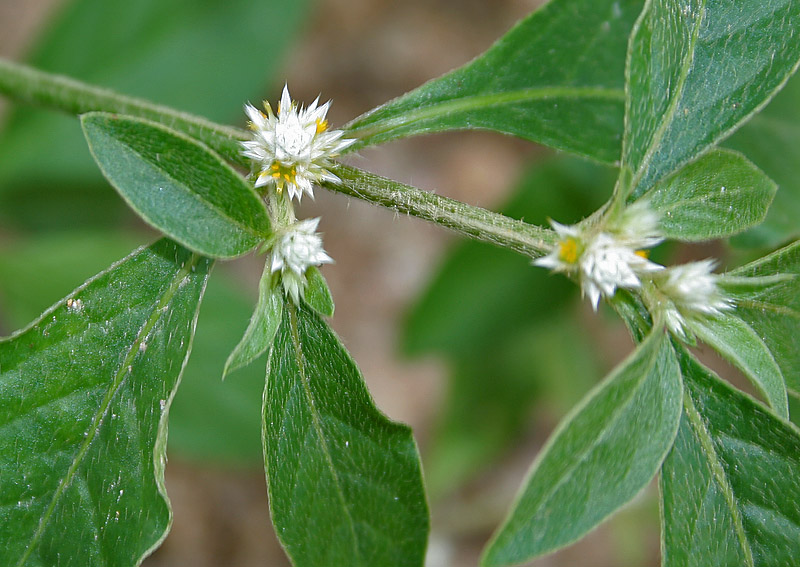
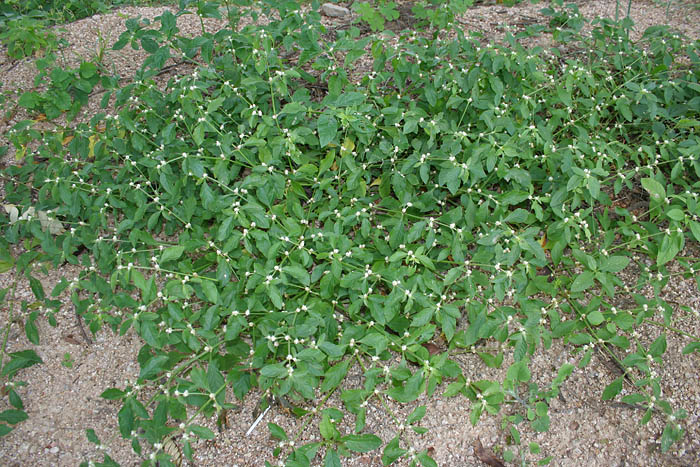
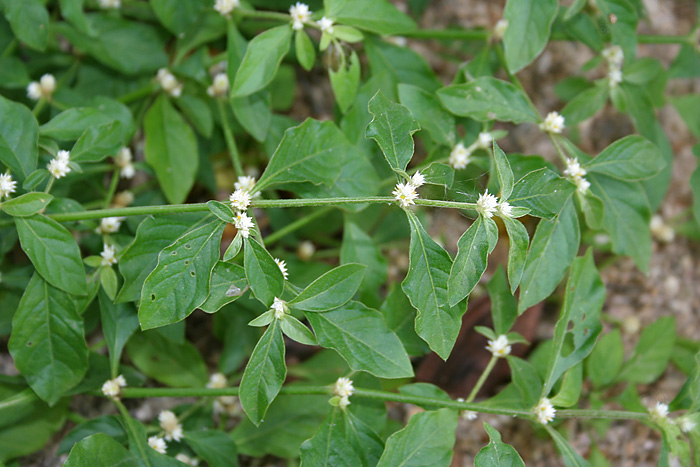